# Volo Pan Am 841
Il volo Pan Am 841 era un volo passeggeri commerciale operato da un Boeing 747 partito da San Francisco, California, e diretto a Saigon, Vietnam del Sud, che fu dirottato sul Mar Cinese Meridionale il 2 luglio 1972, apparentemente come atto di protesta da parte del dirottatore sudvietnamita, un neolaureato in un'università americana, riguardo al coinvolgimento degli Stati Uniti nella guerra del Vietnam, dopo essere stato espulso dagli stessi. Il dirottamento si concluse quando il capitano e i passeggeri sopraffecero e uccisero l'unico dirottatore dopo che l'aereo atterrò all'aeroporto di Tan Son Nhut di Saigon.

## Il volo
Il PA841 era un volo passeggeri commerciale di linea della Pan Am, su un Boeing 747, partito da San Francisco il 2 luglio 1972 con destinazione Saigon con fermate a Honolulu, Guam e Manila.
Circa 45 minuti dopo la partenza dell'aereo da Manila con 153 passeggeri ed equipaggio a bordo per l'ultima tappa del suo viaggio verso Saigon, un 24enne originario del Vietnam del Sud, Nguyễn Thái Bình, passò una nota a un assistente di volo che affermava in inglese: "Mi porterete ad Hanoi e questo aereo verrà distrutto quando arriveremo lì." Bình, che affermava di essere nordvietnamita, prese in ostaggio anche un altro assistente di volo. La nota venne consegnata al 53enne comandante Eugene Vaughn. Bình si era laureato in gestione della pesca presso l'Università di Washington il 10 giugno 1972, dopo aver frequentato dal 1968 al 1971 una borsa di studio dell'USAID. Attivista contrario al coinvolgimento degli Stati Uniti nella guerra del Vietnam, Bình era stato arrestato per aver occupato il consolato del Vietnam del Sud a New York; il suo visto è stato revocato il 7 giugno ed è stato espulso dagli Stati Uniti. Bình, che si imbarcò sul volo a Honolulu, apparentemente decise di dirottare il suo volo di ritorno come "atto di vendetta".
Quando Vaughn si rifiutò di deviare il volo da Saigon ad Hanoi, Bình scrisse un secondo biglietto schizzato del suo stesso sangue. La seconda nota diceva: "Ciò indica quanto sono serio riguardo al fatto di essere portato ad Hanoi". Vaughn affrontò Bình nella cabina e osservò un pacco avvolto in un foglio di alluminio che secondo Bình conteneva una bomba. Era armato anche di un lungo coltello. Vaughn parlò con un altro passeggero del volo, WH Mills, che sapeva essere un agente di polizia in pensione di San Francisco, avvisandolo che avrebbe potuto aver bisogno della sua assistenza per sconfiggere il dirottatore e restituendo all'ufficiale la pistola .357 Magnum che era stata conservata in cabina di pilotaggio per la custodia durante il volo.
Il comandante Vaughn atterrò all'aeroporto Tan Son Nhut di Saigon con il pretesto di dover rifornire di carburante l'aereo. Dopo l'atterraggio tornò alla cabina per parlare di nuovo con il dirottatore. Bình, molto agitato, minacciò di far esplodere la sua bomba se l'aereo non fosse partito immediatamente per Hanoi. Affermando di avere difficoltà a comprendere il discorso di Bình, il comandante incoraggiò Bình ad avvicinarsi. Quando lo fece, Vaughn trattenne Bình in una presa soffocante e lui e due passeggeri fecero cadere il pacco dalle mani di Bình e lo inchiodarono a terra. Vaughn segnalò a Mills, che sparò a Bình cinque volte, uccidendolo. Dopodiché trascinò il corpo di Bình verso l'uscita posteriore dell'aereo e lo gettò sull'asfalto. I 135 passeggeri sopravvissuti e 17 membri dell'equipaggio evacuarono l'aereo. L'unico infortunio segnalato, oltre alla morte del dirottatore, fu quello di un tenente colonnello dell'aeronautica americana, un passeggero del volo, che si ruppe una gamba uscendo attraverso lo scivolo di evacuazione gonfiato. L'aereo decollò alcune ore dopo per Hong Kong per riparare gli scivoli.

## Conseguenze
Il comandante Vaughn disse di aver intuito (correttamente) che Bình stava bluffando. La confezione avvolta nella pellicola in realtà conteneva limoni.
Molti manifestanti statunitensi contro la guerra vedevano Bình come un martire per la loro causa, e poco dopo l'incidente si verificò un'irruzione nella casa di Vaughn a Scottsdale, in Arizona, con "intestini di animali, vernice e bottiglie rotte" gettati nella sua piscina. I manifestanti lasciarono pure un biglietto, apparentemente scritto con sangue animale: "Il maiale Eugene Vaughn colpevole di omicidio. Sarà punito più tardi. Lunga vita a Nguyễn Thái Bình. Vittoria ai vietnamiti. Morte all'aggressore americano". Tuttavia, Vaughn fu anche lodato come un eroe che agì per salvare i suoi passeggeri, il suo aereo e l'equipaggio, e le sue azioni furono descritte come un'espressione di frustrazione per i numerosi dirottamenti avvenuti durante quel periodo. Si dice che Vaughn, durante un evento in suo onore all'aeroporto di Phoenix al suo ritorno negli Stati Uniti, abbia detto: "Molto tempo e molti sforzi sono stati spesi per cercare di prevenire i dirottamenti, ma l'unica cosa che sarà efficace è un pena di morte obbligatoria, senza alcuna scappatoia." Vaughn si ritirò dalla Pan Am nel 1979 dopo 38 anni con la compagnia aerea e morì di cancro nel 1984; entrambi i suoi figli divennero piloti di linea.
Gli amici di Bình negli Stati Uniti fondarono una collezione nel 1974 presso la biblioteca dell'Università di Washington, contenente documenti sulla vita di Bình e sulle attività di protesta. Tra coloro che furono coinvolti nella creazione della collezione c'erano il noto sacerdote e attivista per la pace William Sloane Coffin e l'accademico e autore Bruce E. Johansen. Una strada prende il nome da Bình nell'attuale Ho Chi Minh, in suo onore come eroe del movimento anticoloniale degli anni '70 in Vietnam.